# Zuverlässigkeitsplanung und Zuverlässigkeitsprüfung
Bei der Zuverlässigkeitsplanung handelt es sich um einen Teil der Qualitätsplanung, der sich unter Betrachtung von vorgegebenen Zeitspannen und Anwendungsbedingungen mit dem Planen und Vorhersagen des Verhaltens einer Einheit beschäftigt. Bei der Zuverlässigkeitsprüfung geht es um die Prüfung bzw. die Bestätigung, dass die Forderungen, die sich auf bestimmte Zuverlässigkeitsmerkmale beziehen, erfüllt sind.
Die Planung und die Prüfung der Zuverlässigkeit sind  Teile des Zuverlässigkeitsmanagements, das wiederum einen Teil des Qualitätsmanagements ist.

## Zuverlässigkeitsplanung

### Ziel und Aufgabe
Das Ziel der Zuverlässigkeitsplanung ist die Erstellung, Vorbereitung und Organisation von Regeln für das Zuverlässigkeits- und Sicherheitsmanagement. Daher ist die Zuverlässigkeitsplanung (Planung der Zuverlässigkeitsforderung), eines der wichtigsten Elemente der Qualitätsplanung. Die Planung der Zuverlässigkeit gehört zusammen mit der Organisation, der Lenkung und der Kontrolle zum Zuverlässigkeitsmanagement. Diese Tätigkeiten des Zuverlässigkeitsmanagements werden auf die Anforderungen der Zuverlässigkeit eines Unternehmens angewendet. Außerdem ist die Zuverlässigkeitsplanung ein  Teilgebiet der Forderungsplanung. Hierbei werden Planungen bezüglich der Einzelanforderungen der Zuverlässigkeit gemacht. Die Planung bezieht sich auf eine Gruppe von Zuverlässigkeitsmerkmale.
Elemente der Zuverlässigkeitsplanung sind die
- Projektorganisation,
- Projektplanung,
- Qualitätsforderungen,
- Sicherheitsanalysen,
- die richtige Auswahl der Bauteile und Fertigungsprozesse,
- Konfigurationsmanagement und

- Qualitätsprüfung.

### Zuverlässigkeitsplanung von Systemen
Die Planung hat weiterhin das Ziel, den Ausfall eines Systems abzuleiten. Dabei wird vom Ausfall der einzelnen Komponenten ausgegangen. Das bedeutet, dass man im Voraus die Zuverlässigkeit anhand von Berechnungen und vorherigem Verhalten der einzelnen Elemente planen kann. Bei der Berechnung der Zuverlässigkeit eines Systems wird oft die  boolesche Theorie eingesetzt. Mit dieser Theorie kann die Lebensdauer des Systems, ausgehend von den Lebensdauern der einzelnen Komponenten und unter Erfüllung bestimmter Voraussetzungen, ermittelt werden. Voraussetzung dabei ist, dass es keine Beeinflussungen des Ausfallverhaltens der Bauelemente untereinander gibt.
Das Ausfallverhalten der Elemente hängt häufig von der Struktur des Systems ab. Deswegen haben z. B. die Kopplung oder die Anordnung der Elemente des Systems einen Einfluss auf das Ausfallverhalten eines Elementes. Dies ist bei den mechanischen, elektromechanischen und optischen Bauelementen am besten zu beobachten. Wenn der Grad des gegenseitigen Beeinflussens der Bauelemente sehr hoch ist, kann die Ausfallrate für ein einzelnes Element nicht angegeben werden. Deswegen kann man die Ausfallrate in solchen Fälle erst dann planen, wenn zuerst die Ausfallrate des gesamten Systems empirisch ermittelt worden ist.
Für die Ermittlung der Zuverlässigkeit von Systemen gibt es qualitative und quantitative Methoden (Ausfallratenanalyse). Bei den quantitativen Methoden werden die Schwachstellen und deren Auswirkungen gesucht. Dazu gehören z. B. FMEA, FMECA und Ereignisablaufanalysen. Mit den qualitativen Methoden wird die Auswirkung der Fehler und Ausfälle untersucht. Diese Methoden dienen, um die Zuverlässigkeit zu planen bzw. die Systemzuverlässigkeit im Voraus berechnen zu können. Bei diesen Methoden wird das Ausfallverhalten durch statistische Methoden wie Fehlerbaumanalyse und Markov-Theorie ermittelt.
Weiterhin, gibt es für die Planung und Prognose der Zuverlässigkeit auf Basis von aktuellen Daten Modelle, die Ergebnisse über die Zunahme der Zuverlässigkeit liefern können.  Dazu gehört z. B.  Reliability Growth Management (RGM). Mit der RGM-Methode wird die Zuverlässigkeit in der Entwicklungsphase geplant, visualisiert und verfolgt. Bei diesem Programm werden zuerst in der Planungsphase anhand vorliegender Erfahrungswerte die mittlere Ziellebensdauer und die kumulierte Gesamtlebensdauer ermittelt. Die mittlere Lebensdauer wird anhand bisheriger Entwicklungen geschätzt oder in einer ersten Testphase ermittelt. Bei der Entwicklungsphase soll zumindest die Wachstumsrate, die anhand Start- und Zielpunkt geplant ist, erreicht werden, wenn das angestrebte Zuverlässigkeitsziel in einer vorhersehende Zeit mit bestimmten Ressourcen zu erreichen ist.

## Zuverlässigkeitsprüfung

### Ziel und Aufgabe
Das Ziel der Prüfung der Zuverlässigkeit ist die Lieferung von Nachweisen über die Zuverlässigkeit der Produkte. Voraussetzung dafür ist, dass die Produktivität der Prüfbedingungen und deren Festlegung in einem Prüfplan gegeben sind.
Die Zuverlässigkeitsprüfung verfolgt auch andere Ziele. Bei der Prüfung sollen bestimmten Kenngrößen ermittelt werden und die möglichen Schwachstellen des Produktes erkannt werden. Somit können Verbesserungsmaßnahmen vorgenommen werden. Außerdem soll geprüft werden, ob die Ist-Planung, die in den Produktionsplanungs- und Entwicklungsphase vorgenommen wurden, bestätigt werden kann. Weiterhin soll die Zuverlässigkeitsprüfung nachweisen, dass die Anforderungen erfüllt sind und soll ermitteln, ob die technologischen Prozesse die Zuverlässigkeit beeinflussen. Schließlich soll die Zuverlässigkeitsprüfung zur Reduktion der Fehlleistungs- und Lebenszykluskosten führen.
Während der Entwicklungsphase kann die Prüfung der Zuverlässigkeit an einem Erprobungsmuster (Musterbauteil) durchgeführt werden. Wenn die Prüfung während der Produktion gemacht wird, sind dann die Produkte in größeren Stückzahl vorhanden und haben einen höheren Wert. Hierbei ist wegen der begrenzten Prüfstandkapazität eine Beschränkung der Prüfung erforderlich, weil es also nicht möglich ist, so viele Prüfungen wie bei der Entwicklungsphase durchzuführen. Die Reaktionszeit wäre bei den Durchlaufzeiten bis zum Ausfall unter Betrachtung von normalen Bedienungen zu lang, um die Risiken bzw. die Zuverlässigkeit rechtzeitig erkennen zu können.
Es ist möglich, die Veränderungen von relevanten Merkmalen mit spezifischen Tests bei höheren Auslastung zu prüfen. Einige Tests zur Prüfung der Zuverlässigkeit sind HASS-Test (Highly Accelerated Stress Screening) und Highly Accelerated Life Test (HALT-Test). Damit die Zuverlässigkeit des Produktes in der Einsatzphase sichergestellt ist, ist es notwendig, sogenannte Zuverlässigkeitstests schon in der Entwicklungsphase durchzuführen. Die statistische Auswertung dieser Tests wird durch Lebensdauerverteilungen gemacht.
Bei der Zuverlässigkeitsprüfung können die Ergebnisse erst dann bekannt sein, wenn die Lebenserwartung der Einheiten durchgelaufen ist. Dazu werden größere Zeiträume benötigt und deswegen sind die Zuverlässigkeitsprüfungen sehr aufwendig. Folglich ist die Zuverlässigkeitsprüfung nur eine Ergänzung der Zuverlässigkeitsplanung.